# Djemia cooperi
Genre
Espèce
Djemia cooperi, unique représentant du genre Djemia, est une espèce d'opilions laniatores de la famille des Assamiidae.

## Distribution
Cette espèce est endémique de la région d'Oromia en Éthiopie. Elle se rencontre vers Djem-Djem.

## Description
Le mâle syntype mesure 6 mm et la femelle syntype 9 mm.

## Étymologie
Cette espèce est nommée en l'honneur de Joseph Omer-Cooper (1893-1972).

## Publication originale
- Roewer, 1935 : « Alte und neue Assamiidae. Weitere Weberknechte VIII (8. Ergänzung der "Weberknechte der Erde" 1923). » Veröffentlichungen aus dem Deutschen Kolonial- und Übersee-Museum in Bremen, vol. 1, no 3, p. 1–168.